# Homosexualität bei den Kelten
Homosexualität bei den Kelten behandelt die antiken und mittelalterlichen Zeugnisse bezüglich Homosexualität bei keltischen Völkern, einschließlich deren Interpretation durch die Forschung. Generell besteht besonders in der Amateurforschung eine Tendenz zur Überinterpretation.
Während die antiken Quellen La-Tène-zeitliche Kelten des Festlandes behandeln, beziehen sich mittelalterliche Zeugnisse auf Inselkelten, namentlich Iren und Waliser. Diese Quellen bezeugen, dass bei den La-Tène-zeitlichen Kelten männliche Homosexualität unter gewissen Umständen gesellschaftlich anerkannt war, während mittelalterliche Quellen sich generell als wertlos erweisen und keine schlüssigen Aussagen über Homosexualität bei keltischen Völkern zulassen. Alle Zeugnisse beschränken sich auf männliche Homosexualität.

## Antike
Das älteste Zeugnis über keltische Homosexualität findet sich bei Aristoteles (384–322 v. Chr.), der aus dem makedonischen Stageira stammt. Zu seiner Zeit hatten die Makedonen erste Kontakte mit den nach Süden vorstoßenden Kelten, wodurch wahrscheinlich wird, dass Aristoteles seine Information aus erster Hand erhielt. In seinem Werk Politik 2.9.7 (1269b) bemerkt er im Abschnitt über Frauen und Staat beiläufig, dass bei den Kelten sexuelle Beziehungen unter Männern gesellschaftlich anerkannt werden.
Das zweite Zeugnis geht auf Poseidonios zurück, der sehr ausführlich und zuverlässig über die Bräuche der Kelten schrieb. Sein Werk ist nicht mehr erhalten, doch finden sich viele Zitate bei späteren Autoren, so bei Diodor Siculus (1. Jh. v. Chr.):

„Obwohl sie ansehnliche Frauen haben, geben sie sich sehr wenig mit ihnen ab; sie sind vielmehr von einer wilden Leidenschaft zu Umarmungen mit Männern erfaßt. Sie pflegen auf Tierfellen am Boden zu liegen und sich mit einem Beischläfer auf jeder Seite herumzuwälzen. Das allerunglaublichste ist aber: sie sind nicht auf die eigene Anständigkeit bedacht, sondern geben die Blüte ihre Leibes anderen bereitwillig preis; und sie halten das nicht für schändlich, sondern halten vielmehr für ehrlos, wenn einer von ihnen umworben wird und die angetragene Gunst nicht annimmt.“

Sehr ähnlich lautet auch die Stelle bei Athenaios von Naukratis (Deipnosophistai 13.79). Auch die weniger ausführlichen Notizen bei Strabon (Geographie 4.4.6) und Eusebius von Caesarea (Praeparatio evangelica 6.10.27) gehen letztendlich auf Poseidonios zurück und besagen nichts über die zeitgenössischen Bräuche der Kelten.
Dagegen ist das Zeugnis bei Klaudios Ptolemaios (85–165) verallgemeinernd und nicht verwertbar für die Thematik. Aufgrund astrologischer Spekulation postuliert er eine natürliche Grundlage männlicher Homosexualität bei den Nordvölkern wie Kelten, Germanen und Skythen:

„Allerdings ergibt sich aus dem abendlichen Aspekt von Jupiter und Mars und auch aus dem Umstand, daß die vorderen Teile des genannten Dreiecks männlich, die hinteren aber weiblich sind, dass sie gegenüber Frauen ohne Leidenschaft sind und den Liebesgenuss gering achten, in der Vereinigung mit Männern dagegen unmäßiger und auch eher eifersüchtig sind. Die so Beeinflussten selbst halten ihr Benehmen nicht für unsittlich und werden dadurch nicht wirklich unmännlich und weichlich, weil sie nicht im passiven Sinne beeinflußt werden, vielmehr bewahren sie ihre Seelen mannhaft, gesellig, treu, familienfriedlich und wohlgesinnt.“

Lediglich bei fünf antiken Autoren finden sich Berichte über homosexuelles Verhalten bei den Kelten. Sie gehen alle auf Aristoteles und Poseidonios zurück, die beide von der Forschung als zuverlässige Zeitzeugen bewertet werden.

## Interpretationen antiker Quellen
Die antiken Quellen werden von Wissenschaftlern und Laienforschern unterschiedlich interpretiert, wobei die Mehrzahl der gegenwärtigen Historiker und Keltologen die Angaben der antiken Autoren über die Akzeptanz bzw. Toleranz der Kelten bezüglich gleichgeschlechtlicher Liebe unter Männern als glaubhaft einschätzt. Die Tatsache, dass sich bei Polybios, Livius und Cäsar keine Erwähnung homosexueller Sitten bei den Kelten findet, wird allerdings kontrovers bewertet. Sie kann dadurch erklärt werden, dass der Brauch nicht mehr beobachtet wurde oder dass diese Autoren keinen Grund sahen, darüber zu berichten. Der Vermutung, die Berichte bezüglich der Homosexualität wären lediglich als Barbarentopos zu werten, widerspricht die magere Quellenlage und die detaillierte Beschreibung bei Poseidonios. Dennoch ist die Wortwahl verzerrend und Ausdrücke wie „wilde Leidenschaft“ fügen sich bestens ins antike Bild des wilden Barbaren ein.
Der französische Religionsforscher Bernard Sergent diskutiert die Möglichkeit eines Initiationsritus, der auf ein gemeinsames indoeuropäisches Kulturerbe bei verschiedenen Völkerschaften zurückgehen könnte. David Rankin vermutete eine Art von bonding ritual, das den Zusammenhalt eines Kriegerverbandes stärken sollte und eine zeitweilige Frauenabstinenz erforderte.
Helmut Birkhan bringt die insbesondere auf den Überlieferungsstrang des Poseidonios zurückgehenden Beschreibungen der keltischen Homoerotik (Diodor, Athenaios von Naukratis) mit der Kultur der Feste und Gelage im Rahmen der repräsentativen Politik der keltischen Oberschicht in Verbindung. Nach Birkhan deutet auch das im keltischen Wortschatz überlieferte Wort für „Athlet“ auf die sozial akzeptierten und verbreiteten homosexuellen Geschlechtskontakte hin, da das betreffende Etymon offenbar zugleich auch den „Päderasten“ bezeichnen konnte. Alexander Demandt, der die Existenz homoerotischer Beziehungen bei den Kelten bestätigt, führt hierzu aus: „Die Keltenfrauen werden als schön bezeichnet. Trotzdem übten die Männer, wie Diodor (V 32) bezeugt, die von Römern, Karthagern und Germanen verpönte Knabenliebe. Gemäß den antiken Autoren hatten sie dies wie die Perser (Herodot I 135) von den Griechen gelernt.“
Bernard Sergent, ein Schüler Georges Dumézils, versuchte eine Verbindung zwischen homosexuellen Bräuchen auf Kreta und bei den Taifalen zu ziehen. Dabei berief er sich auf eine Notiz bei Ammianus Marcellinus (Res Gestae 31.9.5), wonach bei den Taifalen Jugendliche mit erwachsenen Männern sexuelle Kontakte hatten und das Erlegen eines Bären oder Keilers sie von dieser „Schande“ befreite. Ausführlicher ist der Bericht von Strabo (Geogr. 4.4.6) über einen kretischen Brauch, wonach es als ehrenhaft galt, wenn ein Jüngling – in Absprache mit seinen Verwandten – von einem erwachsenen Mann als Liebhaber entführt wurde. Beide jagten eine gewisse Zeitspanne miteinander. Die Verbindung wurde offiziell mit dem Überreichen vorgeschriebener wertvoller symbolischer Geschenke und einem öffentlichen Opferfest beendet. Sergent stellt bei diesen drei indogermanischen Völkern folgende Gemeinsamkeiten fest:
- Altersunterschied: Ein Altersunterschied ist für Kreta und bei den Taifalen bezeugt; bei den Kelten ist dies weniger deutlich.
- Jagd: Die Verknüpfung mit einer Jagd ist für Kreta und die Taifalen belegt; bei den Kelten mögen die Tierfelle darauf hinweisen.
- Schande: Auf Kreta galt es für einen Jüngling als schandhaft, wenn er nicht entführt wurde, oder für den Erwachsenen, wenn die Verwandten die inszenierte Entführung nicht zuließen. Bei den Taifalen war es schandhaft, wenn danach kein wildes Tier erlegt wurde; bei den Kelten, wenn ein Mann von einem Liebhaber abgewiesen wurde.

Der Hinweis, dass die Kelten zwei Liebhaber gleichzeitig hätten, bringt Sergent mit der keltischen trimariske zusammen, die bei Pausanias (10, 19, 10 f.) beschrieben wurde; hiernach hatten die gallischen Krieger zwei Gehilfen, die ihn bei Verletzung aus der Schlacht retteten. Nach Sergent könnte dies auf das Verhältnis eines erfahrenen Kriegers und zwei Rekruten hinweisen, die auch gemeinsam das Lager teilten.
Sergent diskutiert, ob diese Zusammenhänge auf einen ursprünglichen indogermanischen Initiationsritus zurückgeführt werden könnten, weist aber auf das Fehlen ähnlicher Bräuche bei weiteren indogermanischen Völkern hin. Neben den Griechen und Taifalen gebe es nur noch für die antiken Makedonen und die spätmittelalterlichen Albaner ähnliche Berichte. Zudem betont er, dass die keltischen Zeugnisse keinen Hinweis auf einen Initiationscharakter geben.

## Mittelalter
Keine der bekannten mittelalterlichen Quellen kann als direktes Zeugnis für das Verhalten keltischer Völker gegenüber Homosexualität dienen. Diskutiert werden zum einen christliche Bußbücher und zum anderen Episoden aus der Sage.

### Bußbücher
Mittelalterliche Bußbücher führen unter anderem Bußen für homosexuelle Handlungen auf. So musste Homosexualität von Knaben über einem bestimmten Alter mit 100 Nächten bis einem Jahr gebüßt werden. Die Unverhältnismäßigkeit der Bußen bei sexuellen Delikten lässt allerdings auf eine geringe Verankerung in der Praxis schließen. Auch das Wettern gegen die bei Iren und Walisern angeblich weit verbreitete Homosexualität und Bestialität entsprang einer längst weit verbreiteten Praktik bei Kirchenmännern gegenüber „schlechten Christen“ und entbehrt jeglicher Wirklichkeit.

### Sage
Eine walisische Sage aus dem Mabinogion berichtet, wie die beiden Brüder Gwydyon und Gilfaethwy aus Strafe von König Math nacheinander in ein Tierpaar verwandelt wurden, nämlich Hirsch und Hinde, Keiler und Bache, Wolf und Wülpin, wobei sie jeweils miteinander ein Junges zeugten. Sergent vermutet, dass diese Sage eventuell ein später Nachhall des von ihm für die Antike postulierten Initiationsritus sein könnte, wobei die drei Tiere Eigenschaften eines idealen Kriegers zeigen. Nach Birkhan darf aber daraus genauso wenig auf Homosexualität wie Bestialität geschlossen werden, obschon sich in der Ethnologie Initiation mit ritueller Päderastie oder gar Bestialität finden. Ähnliches gilt für den Jungkrieger (óclach) im Finn-Zyklus, der jährlich sein Geschlecht wechselt und so abwechselnd als Mann Kinder zeugt oder als Frau welche gebärt.
Manchmal wird die dramatisch zugespitzte Episode, worin der irische Held Cú Chulainn den Tod seines Zieh- und Waffenbruders Fer Diad beklagt, den er selbst im Zweikampf getötet hatte, als Zeugnis für ein homosexuelles Verhältnis der beiden Recken gedeutet.